# Municipio de Ellisville (Illinois)
El municipio de Ellisville (en inglés: Ellisville Township) es un municipio ubicado en el condado de Fulton en el estado estadounidense de Illinois. En el año 2010 tenía una población de 155 habitantes y una densidad poblacional de 4,3 personas por km².

## Geografía
El municipio de Ellisville se encuentra ubicado en las coordenadas 40°39′40″N 90°18′2″O / 40.66111, -90.30056. Según la Oficina del Censo de los Estados Unidos, el municipio tiene una superficie total de 36.04 km², de la cual 35,99 km² corresponden a tierra firme y (0,14 %) 0,05 km² es agua.

## Demografía
Según el censo de 2010, había 155 personas residiendo en el municipio de Ellisville. La densidad de población era de 4,3 hab./km². De los 155 habitantes, el municipio de Ellisville estaba compuesto por el 99,35 % blancos, el 0,65 % eran de otras razas. Del total de la población el 0,65 % eran hispanos o latinos de cualquier raza.